# Oczków (skały)
Oczków – skały na południowo-zachodnim, opadającym do Jeziora Żywieckiego stoku Starego Gronia w Beskidzie Małym. Administracyjnie znajdują się w Oczkowie – dzielnicy miasta Żywiec w województwie śląskim.
Są to zbudowane z piaskowca skały o wysokości 8–10 m i pionowych ścianach z okapami. Są pozostałością niewielkiego i nieczynnego już kamieniołomu. Znajdują się w lesie, w odległości około 500 m od drogi nr 948. Są trzy grupy tych skał. Najniższa i najwyższa są niebezpieczne ze względu na niestabilne okapy i pasy łupków. Jedynie na środkowej można uprawiać wspinaczkę skalną, jednak tylko na własnej asekuracji (na wędkę), gdyż na skałach nie zamontowano stałych punków asekuracyjnych. Poprowadzono 11 dróg wspinaczkowych o trudnośći od IV do VI.2 w skali polskiej.

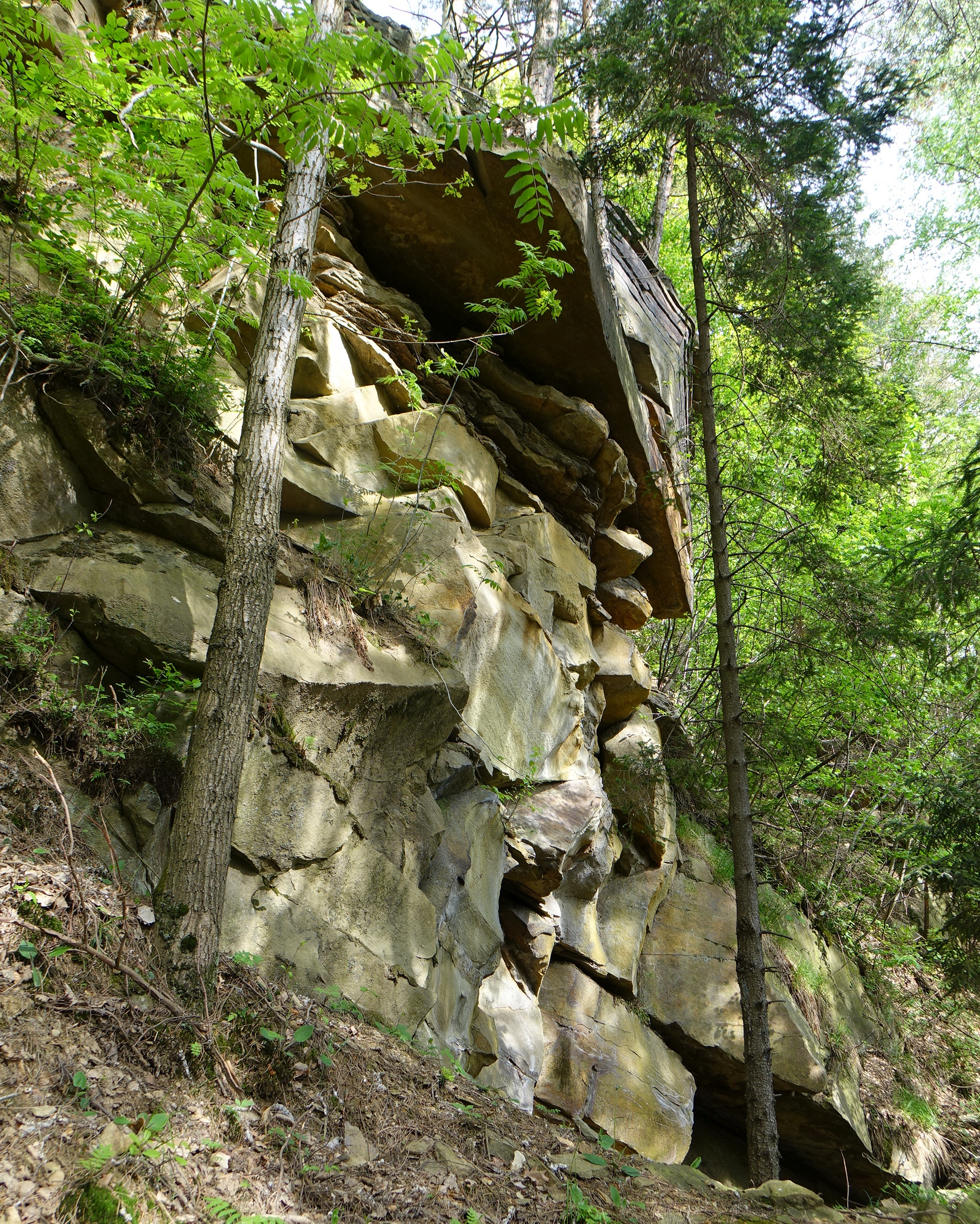
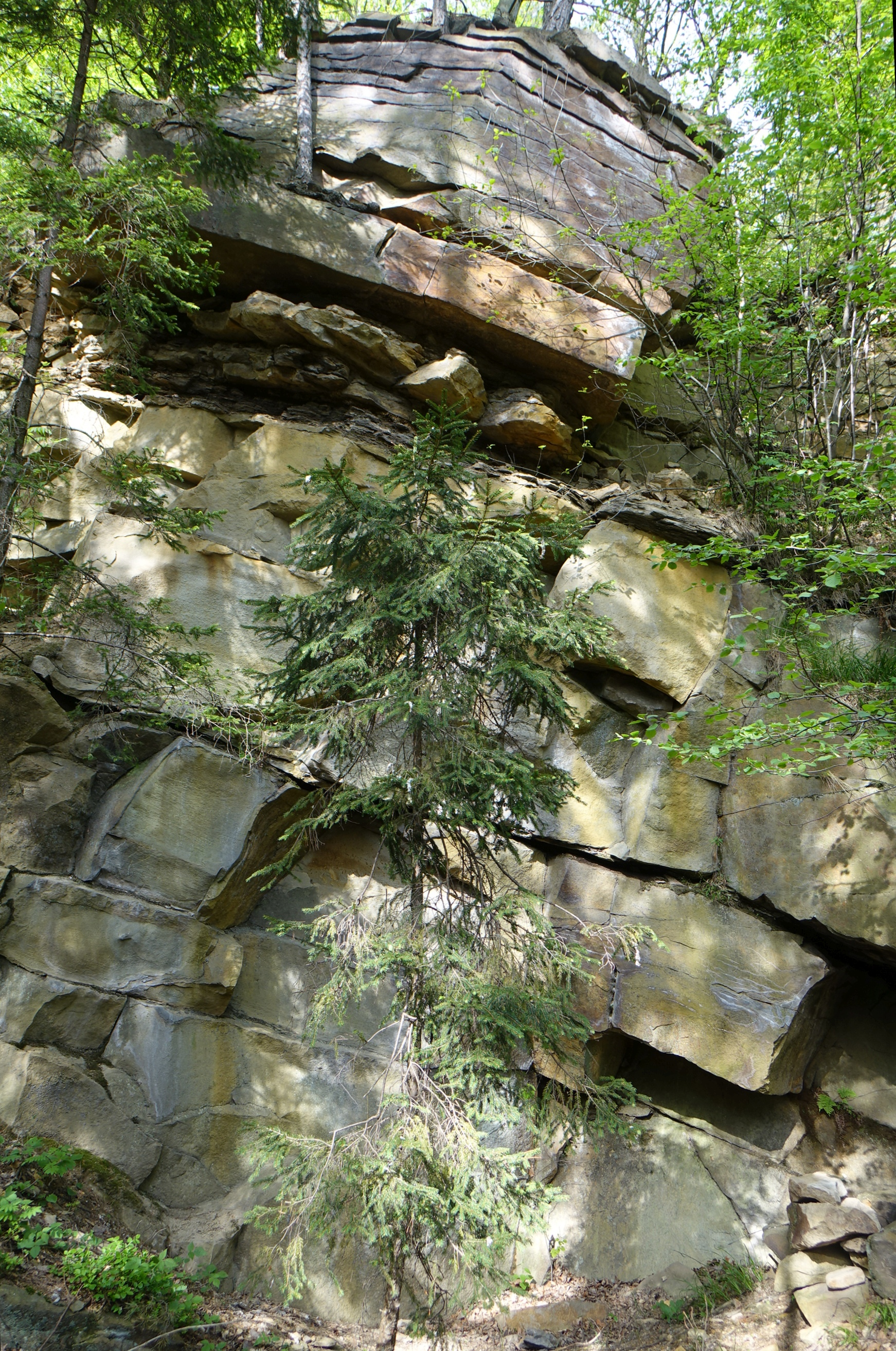
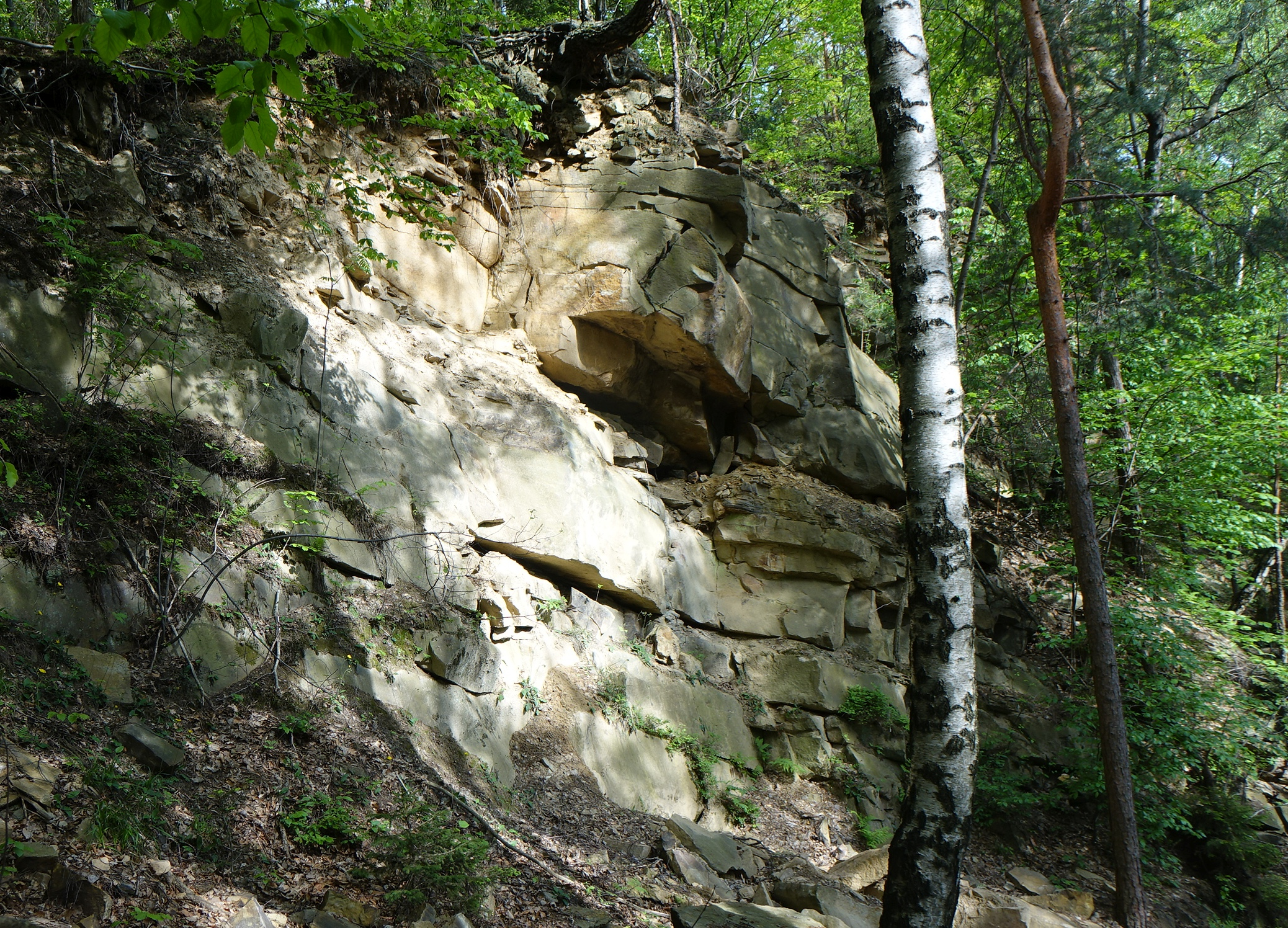
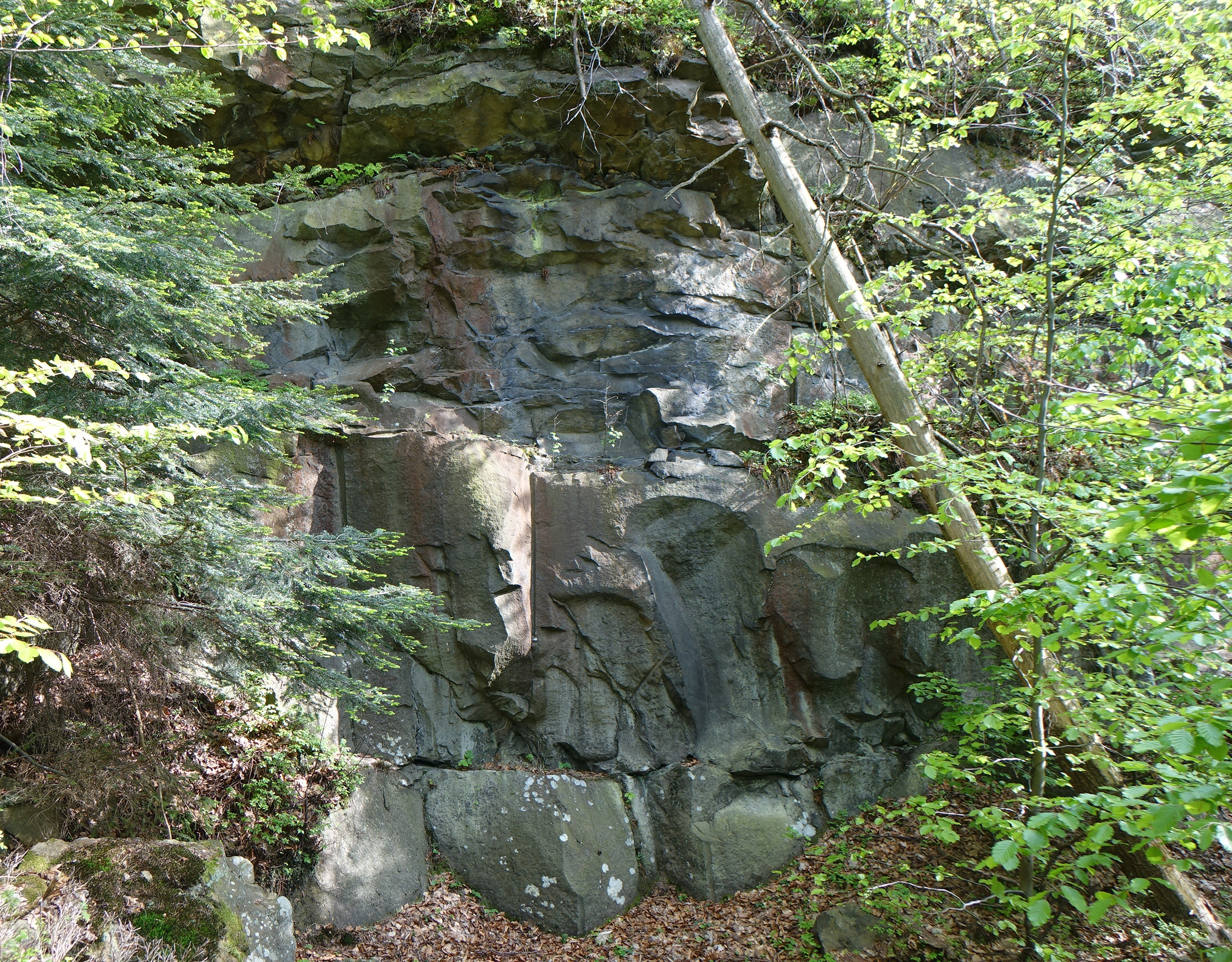
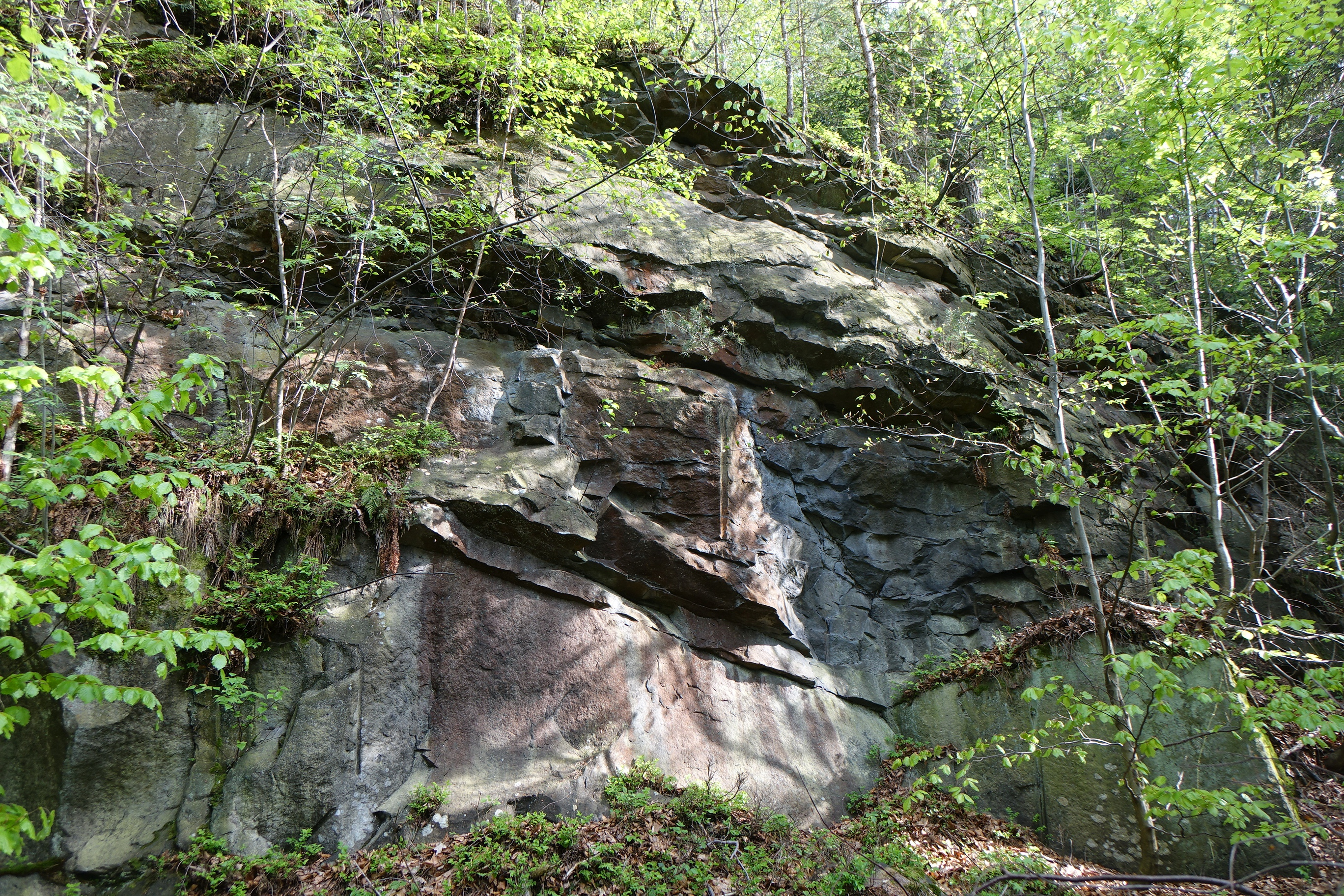

1. Metalowe tortury; VI.1
2. Łopatologia; VI.2+
3. Rysa nad kruszyzną; VI.2
4. Sen nocy letniej; VI
5. Kchłopcy malowani; VI.1
6. Szybki ścisk pośladków; V+
7. Prawie jak Giewont; VI
8. Spadające kamienie; VI
9. Filarek financów; IV
10. Nieposkromione zło; V+
11. Ni wpiąć, ni wypiąć; IV+